# Хоцунь
Хоцу́нь — село в Україні, у Любешівській селищній громаді Камінь-Каширського району Волинської області.
Населення становить 389 осіб. До 2017 орган місцевого самоврядування — Хоцунська сільська рада.

## Населення
Згідно з переписом УРСР 1989 року чисельність наявного населення села становила 432 особи, з яких 203 чоловіки та 229 жінок.
За переписом населення України 2001 року в селі мешкали 383 особи.

### Мова
Розподіл населення за рідною мовою за даними перепису 2001 року:
| Мова       | Відсоток |
| ---------- | -------- |
| українська | 98,46 %  |
| російська  | 1,29 %   |
| білоруська | 0,26 %   |